# Giorgi Targamadse
Giorgi Targamadse (georgisch გიორგი თარგამაძე; * 22. November 1973 in Tiflis) ist ein georgischer Journalist und Politiker der georgischen Christdemokraten, deren Vorsitzender er auch ist. Targamadse war von 1999 bis 2003 Abgeordneter im Parlament Georgiens.

## Leben und Wirken
Targamadse wurde am 22. November 1973 in Georgiens Hauptstadt Tiflis geboren. Von 1991 bis 1999 studierte er an der Staatlichen Universität Tiflis. 1999 wurde er für die Partei Wiedergeburt ins Parlament gewählt, er verließ die Partei jedoch 2003 und widmete sich fortan dem Journalismus. 2008 gründete er die rechtskonservative Christlich-Demokratische Bewegung Georgiens, welche bei der Parlamentswahl 2008 8,7 Prozent und sechs Sitze im Parlament erlangte. Er fungierte bei dieser Wahl als Spitzenkandidat. Bei den Kommunalwahlen in Georgien 2010 erstarkten die Christdemokraten auf 11,9 Prozent und wurden zweitstärkste Kraft, nach der Vereinten Nationalen Bewegung von Präsident Micheil Saakaschwili. Bei der Parlamentswahl 2012, bei der Targamadse wieder die Spitzenkandidatur übernahm, rutschte die Partei auf 2,0 Prozent ab und verlor alle Sitze im Parlament. Targamadse wurde von seiner Partei als Präsidentschaftskandidat für die Präsidentschaftswahlen 2013 nominiert, mit 1,1 Prozent wurde er der fünftplatzierte Kandidat unter 23 Bewerben.
Targamadse ist verheiratet und hat zwei Kinder.